# Czarnowąż
Czarnowąż – wieś w Polsce położona w województwie mazowieckim, w powiecie siedleckim, w gminie Kotuń. Ma status sołectwa.
Wierni Kościoła rzymskokatolickiego należą do parafii Wniebowzięcia NMP w Niwiskach.
W latach 1975–1998 miejscowość administracyjnie należała do województwa siedleckiego.